# Hvide Kæbe
|  | Denne artikel er oprettet af botten PalnaBot ud fra en ekstern database. Den kan derfor have sproglige fejl eller mangler. Denne skabelon kan fjernes efter kontrol af indholdet. |

Hvide Kæbe er en dokumentarfilm instrueret af Adam Schmedes efter manuskript af Jacob Wellendorf, Dorthe Rosenørn Schmedes.

## Handling
Historien, der fortælles af den 12 årige Thea, handler om en hvalekspedition, på udkig efter Grønlandshvaler. Ekspeditionen ser mange hvaler, men følger især en hval, de kalder Hvide Kæbe. Undervejs på rejsen får vi lært en masse om Grønlandshvaler; hvor gamle de bliver, hvor meget de vejer, deres lyde og deres sociale relationer. Hvalerne har engang i fortiden set helt anderledes ud og levet på land, derfor trækker de, den dag i dag, vejret i vandoverfladen, ligesom vi gør. Og de er pattedyr, de føder unger, der dier hos deres mor, ligesom menneskebørn. Da vi kommer helt tæt på hvalerne, får vi for alvor kontakt med dem, og finder ud af hvor meget de faktisk ligner os; de er kloge og legesyge, og de kæmpestore dyr svømmer forsigtigt rundt om os, uden at skade os, og, ser det ud til, er lige så nysgerrige for at undersøge hvem vi er, som vi er for at undersøge, hvem de er.